# Ильгова, Дарья Алексеевна
Дарья Алексеевна Ильгова (род. 16 января 1990, село  Ольховатка Воронежской области, РСФСР, СССР) — поэтесса, кандидат культурологии, автор нескольких художественных и научных книг.

## Биография
Родилась и выросла в Воронежской области. В 2011 году окончила Московский государственный психолого-педагогический университет (факультет иностранных языков, специальность: лингвистика и межкультурная коммуникация). В 2012 году окончила Литературный институт им. А. М. Горького (семинар Г.Н. Красникова). В 2022 году защитила кандидатскую диссертацию по культурологии на тему «Визуальная поэзия XX века в контексте интермедиальности».

## Книги
- Ильгова Д.А. «Расстояния» (Ставрополь: АГРУС, 2009)
- Ильгова Д.А. «Снимки» (Москва: Вест-Консалтинг, 2013)
- Ильгова Д.А. «Молчание» (Москва: Вест-Консалтинг, 2013)
- Ильгова Д.А. «Оригами» (Москва: У Никитинских ворот, 2020)
- Ильгова Д.А. «Визуальная поэзия в контексте интермедиальности» (Москва: ФЛИНТА, 2022)

## Стихи
- Ильгова Д.А. Стихотворения // Русская поэзия. XXI век. Антология / Под ред. Г.Н. Красникова. М.: Вече, 2010. С. 435-436.[1]
- Ильгова Д.А. Не забыть мелочей // Антология: Воронежские поэты – XXI век. Воронеж: ГУП ВО «Воронежская областная типография – издательство им. Е.А. Болховитинова», 2011. С. 235.[2]
- Ильгова Д.А. Стихотворения // День поэзии – XXI век. 2012 год. Альманах: стихи, статьи. Воронеж: Издательство журнала «Подъем», 2012. С. 110.[3]
- Ильгова Д.А. Каждому – пара крыл // Литературная учеба, №2, 2012. С. 94-102.
- Ильгова Д.А. Я приеду надолго // Артбухта, №1, 2012. С. 95-97.[4]
- Ильгова Д.А. Суть поколения // Дети Ра, №1 (99), 2013. С. 61-64.[5]
- Ильгова Д.А. Молчание // Дети Ра, №9 (107), 2013. С. 50-53.[6]
- Ильгова Д.А. Стихотворения // Аргамак: Татарстан, №1 (14), 2013. С. 147-151.[7]
- Ильгова Д.А. Стихотворения // Подъем, №2, 2013. С. 105.[8]
- Ильгова Д.А. Письмо в туманный город // Траектория. Современная поэзия / Семинар Г.Н. Красникова. М.: Издательство «Спорт и культура – 2000», 2013. С. 68-79.[9]
- Ильгова Д.А. Стихотворения // Слово-Word, №80, 2014. С.138-145.[10]
- Ильгова Д.А. Стихотворения // Пятью пять. Альманах молодых писателей для молодых читателей. М.: Независимое издательство «Пик», 2015. С. 62-65.[11]
- Ильгова Д.А. Травы прованса // Дети Ра, № 1 (123), 2015. С. 64-66.[12]
- Ильгова Д.А. Часы, года // Дети Ра, № 5 (127), 2015. С. 67-71.[13]
- Ильгова Д.А. Вино из одуванчиков // Плавучий мост, №2, 2015. С. 131-140.[14]
- Ильгова Д.А. Стихотворения // День поэзии – XXI век. 2015-2016 год. Альманах: стихи, статьи. М.: Издательство журнала «Юность», 2015-2016. С. 61.[15]
- Ильгова Д.А. Вино из одуванчиков // Быть поэтом – это значит… Екатеринбург: СРМОО «МАЙ», 2016. С. 89.[16]
- Ильгова Д.А. Стихотворения // Словенское поле – 2016: стихи. Псков, 2016. С. 4-5.[17]
- Ильгова Д.А. Стихотворения // Эмигрантская лира – 2016: сборник стихов, переводов, эссе финалистов и членов жюри фестиваля. Бельгия, Льеж, 2016. С. 124-126.[18]
- Ильгова Д.А. Стихотворения // День поэзии – XXI век. 2017 год. Альманах: стихи, статьи. М.: Вест-Консалтинг, 2017. С. 69-70.[19]
- Ильгова Д.А. Стихотворения // Москва, №12, 2017. С.132-135.[20]
- Ильгова Д.А. Большое счастье скрыто в мелочах // Роман-газета, №6, 2018. С. 49-50.[21]
- Ильгова Д.А. Сменив решетки города на степи // Наш современник, №8, 2018. С. 36-38.[22]
- Ильгова Д.А. Сквозь сладкий дым черемухи в цвету // Подъем, №4, 2018. С. 165-166.[23]
- Ильгова Д.А. Стихотворения // День поэзии – XXI век. 2018-2019 год. Альманах: стихи, статьи. Санкт-Петербург: Лигр, 2019. С. 160-161.[24]
- Ильгова Д.А. Стихотворения // День поэзии ВГУ LXIII. Литературно-художественный альманах. Воронеж: Издательский дом ВГУ, 2019. С. 58-59.[25]
- Ильгова Д.А. И песня ее легка // Наш современник, №8, 2019. С.103-105.[26]
- Ильгова Д.А. Придача // Москва, №2, 2019. С. 39-42.[27]
- Ильгова Д.А. На краю земли // Подъем, №3, 2019. С. 131-133.[28]
- Ильгова Д.А. Уедешь от Москвы на сотню верст // Арктида: Литературный альманах. Выпуск первый. Калуга: Издательство АКФ «Политоп», 2019. С.154-155.
- Ильгова Д.А. Стихотворения // Плавучий мост, №4, 2019. С. 69-73.[29]
- Ильгова Д.А. Бери зеленый с пятнами поднос // Новые писатели. Новые имена в литературе: проза, поэзия, драматургия, литература для детей, литературная критика, эссе. М.: Фонд СЭИП, 2019. С. 334-337.[30]
- Ильгова Д.А. Стихотворения // День поэзии ВГУ LXIV. Литературно-художественный альманах. Воронеж: Издательский дом ВГУ, 2020. С. 60-61.[31]
- Ильгова Д.А. Стихотворения // День и ночь. Спецвыпуск 2020. С. 181-182.[32]
- Ильгова Д.А. Стихотворения // Плавучий мост, №1, 2021. С.[33]
- Ильгова Д.А. Встреча выпускников // Москва, №12, 2021. С.42-44.[34]
- Ильгова Д.А. Стихотворения // Нева, №7, 2021. С. 3-5.[35]
- Ильгова Д.А. Стихотворения // Альманах «Образ», №4, 2022. С. 3-7.[36]
- Ильгова Д.А. Стихотворения // Алтай, №4, 2022. С. 131-137.[37]
- Ильгова Д.А. Провинция // Волга XXI век, №4, 2022. С.43-48.
- Ильгова Д.А. Посреди июльского звездопада // Наш современник, №8, 2022. С. 50-51.[38]
- Ильгова Д.А. Простые вещи // Нева, №7, 2022. С. 142-143.[39]
- Ильгова Д.А. Вечная радость моя // Пролиткульт, 2022.[40]

## Эссе
- Ильгова Д.А. Рецензия на книгу «Дом с птицами» Марии Затонской // Зинзивер, №1 (121), 2021. С. 122-123.[41]
- Ильгова Д.А. Поэзия Григория Артюхова // Дети Ра, №2 (189), 2021. С. 97-100.[42]
- Ильгова Д.А. Рецензия на книгу «Дышит степь» Марии Знобищевой // Зинзивер, №6, 2021.[43]
- Ильгова Д.А. Превращать жизнь в судьбу // Пролиткульт, 2022.[44]

## Статьи
- Ильгова Д.А. Сопоставительный анализ аттракторов в языке современной русской и немецкой рекламы на примере рекламных слоганов // Молодые ученые – нашей новой школе. Материалы Х юбилейной научно-практической конференции молодых ученых и студентов учреждений высшего и среднего образования городского подчинения. М.: МГППУ, 2011. С. 510-512.
- Ильгова Д.А. Фигурная поэзия как диалог культур // Современная наука: актуальные проблемы теории и практики». Серия «Познание». №8, 2021. С. 5-10.[45]
- Ильгова Д.А. Визуальная поэзия: к вопросу о терминологии // Дети Ра, №3 (190), 2021. С. 83-89.[46]
- Ильгова Д.А. Медиумы автора и читателя в визуальной поэзии XX века: интерпретация культурного текста // Культура и цивилизация. Том 11. № 3А, 2021. С. 181-190.[47]
- Ильгова Д.А. Звучание или молчание: аудиальный медиум в визуальной поэзии // Сервис plus, Т.15, №4, 2021. С. 115-124.[48]
- Ильгова Д.А. Визуальная поэзия как игра // Верхневолжский филологический вестник, №4 (27), 2021. С. 214-219.[49]
- Ильгова Д.А. Визуальная поэзия в поисках интермедиального источника // Гуманитарные ведомости ТГПУ им. Л.Н. Толстого, №1 (41), 2022. С. 148-158.[50]

## Отзывы
Геннадий Красников:
«Можно цитировать практически каждое стихотворение Дарьи Ильговой. Попавшись на первых же тактах мелодики её стихов, ты уже не можешь освободиться пока не пройдёшь сквозь вихри и паузы её ритмов, интонаций, сквозь выверты и вывихи её синтаксиса. В её характере - упрямство и упорство летящей стрелы, кажется, до конца даже и не знающей пока своего истинного предназначения, насквозь пробивающей бумажные игрушечные мишени, чтобы однажды попасть в какую-то пока неведомую таинственную точку, цель».
Геннадий Красников. О любви только все или ничего // Литературная учеба, №2, 2012. С.89-93.
Владимир Коркунов:
«Метаморфозы языка видны. В «Молчании» (которое чаще следствие одинокости) язык более «традиционный», «серебряновековой», тогда как «Снимки» не чужды стадионности, англицизмов, современности, то есть — своего времени. И, выбирая между первым и вторым, останавливаюсь на стороне второго. Полагаю, автору будут удаваться верлибры. В рассматриваемых книгах есть их зачатки. Но — все вызревает в положенный срок».
Владимир Коркунов. Критика // Зинзивер, №12 (56), 2013.
Сергей Алиханов:
«Просодия, фоническая оркестровка стихов Дарьи Ильговой полна внутренней силы. Она пишет просто — о сложном и глубоком, о тревожащем душу — сдержанно, о значительном — безо всякого пафоса. Даже паузы, даже цезуры в ее строфах смысловые. Ильгова сосредоточена на собственном внутреннем мире, который вмещает и историю России».
Сергей Алиханов. «Три моих языка нервно топчутся в тупике» // Новые известия от 02.05.2020.
Елизавета Мартынова:
«В стихах Дарьи Ильговой есть гармоническая цельность уже сложившегося, почти потустороннего мира поэзии, определяющей жизнь; потусторонним становится и настоящее, и прошлое, одно перетекает в другое, и возникает идея бессмертия, пугая и маня одновременно».
Елизавета Мартынова. «Поэзия и музыка одна…» // Сибирские огни, №6, 2020. С.170-180.
Василий Геронимус:
«Не отдельно взятые общественные реалии, но обстановка 90-х в целом отчётливо попадает в поле зрение поэта. С минувшей эпохой у Ильговой связывается социальная неприкаянность и значит, возможность некоей личностной и творческой самостоятельности».
Василий Геронимус. Благословенно всё живое! (о журнале «Москва» № 12, 2021)

## Награды
- Лауреат премии им. Василия Кубанева (Воронеж, 2010).[56]
- Лауреат премии альманаха «Пятью пять» им. Александра Филимонова (Москва, 2015).[57]
- Лауреат конкурса исторической поэзии «Словенское поле» (Изборск, 2016).[58]
- Лауреат конкурса им. Константина Симонова (Могилев, 2017).[59]
- Лауреат премии «В поисках правды и справедливости» (Москва, 2017).[60]
- Лауреат премии МСЛФ «Золотой Витязь» (Иркутск, 2017).[61]
- Лауреат премии журнала «Плавучий мост» (Москва / Аугсбург, 2019).[62]
- Дипломант Восьмого Всероссийского конкурса молодых учёных в области искусств и культуры в номинации «Теория и история культуры» (Санкт-Петербург, 2021)[63]
- Лауреат премии имени А.И. Казинцева (Москва, 2022).[64]